# 하쿠나 마타타
하쿠나 마타타(스와힐리어: Hakuna matata)는 말 그대로 옮기면 "문제 없다"라는 뜻이다. 이 표현은 라이온킹 애니메이션에도 사용되었으며 한국어로 "근심 걱정 모두 떨쳐버려."로도 더빙되어 있다. 스와힐리어로 Hakuna는 "없다." Matata는 "문제"라는 뜻이다.또 하쿠나 마타타는 라이온킹에서 미어켓이 했던 말이다.

## 음악

### 잠보 브와나(스와힐리어)
1982년에 케냐 호텔 밴드 Them Mushrooms가 잠보 브와나(Jambo Bwana, 뜻: Hello Mister)라는 이름의 노래를 공개하였다. 또 이 노래는 전 세계적인 노래가 되었다.
이 노래는 밴드를 책임지는 테디 칼란다 해리슨(Teddy Kalanda Harrison)이 작사하였으며 "하쿠나 마타타"라는 구문을 되풀이

### 잠보 - 하쿠나 마타타 (영어)
한 해가 지나 독일 그룹 Boney M.은 잠보 - 하쿠나 마타타(Jambo - Hakuna Matata)를 공개하였다. Liz Mitchell은 이 노래의 목소리를 제공하였고 Reggie Tsiboe, Frank Farian Cathy Bartney, Madeleine Davis, Judy Cheeks가 뒷받침을 해 주었다. 이 싱글 음악은 그룹의 7번째 무제 앨범에 포함되어 1983년 가을에 출시될 계획이었다. 그러나 독일 차트에서 48위를 기록하면서 성적이 좋지 않자 싱글은 앨범에 포함시키지 않았다. 그러다가 이 노래를 다시 작업하여 1984년 5월에 Ten Thousand Lightyears를 발매할 때 포함시켰다.

### 《라이온 킹》 사운드트랙
1994년에 미국 애니메이션 라이온 킹이 국제적인 인지도를 가지게 되었다. 미어캣 티몬과 혹멧돼지인 품바가 심바라는 사자 주인공에게 골치아픈 지난 일들을 잊고 현재에만 충실해야 한다는 교훈을 가르쳐 주며 격려한다.
이 사운드 트랙의 나머지 부분은 엘튼 존이 작곡하고 팀 라이스가 작사하였다 1995년 아카데미 수상에서 Academy Award for Best Original Song 상을 타 유명해졌으며 그 뒤로 미국 영화 협회가 99번째의 최고의 노래로 선정하였다.

## 같이 보기
- 우분투 (사상)